# Каунас (аеропорт)
Каунаський міжнародний аеропорт (лит. Kauno tarptautinis oro uostas), (IATA: KUN, ICAO: EYKA) - цивільний аеропорт у Каунасі, другий за пасажироперевезеннями і перший з вантажних перевезень аеропорт у Литві.

## Загальна інформація
Побудований в Каунаському районі біля селища Кармелава в 1988 році. Розташовується за 13 км на NE від центру Каунаса.
До нього як аеропорт Каунаса використовувався побудований Німеччиною в 1915 р. військовий аеродром в Алексотасі за 3 км на південь від центру міста. Аеродром в Алексотасі з 1921 р. використовувався і як цивільний аеродром.  У 1988 р головний аеродром Каунаса з Алексотаса був передислокований в Кармелава. Аеродром в Алексотасі використовується як спортивний аеродром для виконання культурно-просвітних і спортивних заходів, в ньому базується Каунаський аероклуб. З 1993 до 2005 р головний Каунаський аеропорт був аеродромом постійного базування авіакомпанії \"Air Lithuania\", що виконувала польоти з Каунаса в Гамбург, Будапешт, Білунн (Данія), Мальме і Осло.
Каунаський аеропорт має злітно-посадкову смугу довжиною 3,25 км і шириною 45 м. Є 3 руліжні доріжки. На пероні аеродромного комплексу розташовано 15 місць стоянок для різних типів повітряних суден. Аеропорт може приймати літаки практично всіх типів. У 2008 р був відкритий новий триповерховий пасажирський термінал.
На початку травня 2010 року в Каунаському аеропорту першу в Східній і Центральній Європі базу відкрила авіакомпанія Ryanair.  Каунаський аеропорт планує подальше розширення. 
Аеропорт знаходиться у відомстві Міністерства сполучення Литовської Республіки.

## Авіалінії та напрямки

### Пасажирські
| Авіакомпанія      | Пункт призначення |
| ----------------- | --- |
| Bulgaria Air      | Сезонний чартер: Варна (з 18 червня 2019) |
| Corendon Airlines | Сезонний чартер: Анталія |
| Nordica           | Варшава-Шопен |
| Ryanair           | Аліканте, Болонья, Бристоль, Кельн/Бонн (з 2 липня 2019), Копенгаген, Дублін, Лондон-Лутон, Лондон-Станстед, Мілан-Мальпенса, Неаполь, Нюрнберг (з 2 липня 2019), Пафос , Шаннон, Тель-Авів-Бен-Гуріон (завершення 25 жовтня 2019) Сезонний: Единбург, Ейлат-Рамон, Жирона, Пальма-де-Мальорка, Родос, Ріміні |
| Wizz Air          | Олесунн, Берген, Ейндговен, Лондон-Лутон, Ставангер, Турку |

### Вантажні
| Авіакомпанія     | Пункт призначення   |
| ---------------- | ------------------- |
| SprintAir        | Варшава-Шопен, Рига |
| Transaviabaltika | Мінськ              |

## Транспорт
Від Каунаса до аеропорту можна дістатися на таксі, на автобусі 29 маршруту та на 120-му маршрутному мікроавтобусі, які відходять від центрального залізничного вокзалу міста в аеропорт і назад в центр міста.  Висадка і посадка в аеропорту здійснюється біля входу в термінал. Тривалість поїздки близько 30 хвилин. 120-ий маршрутний мікроавтобус відходить від Старого міста (Каунаського замку) в аеропорт і назад.
З Каунаського аеропорту до Вільнюса, Клайпеди, Риги (Латвія) і Мінська (Білорусь) і назад курсують експрес-автобуси. Автобусне сполучення між аеропортом Каунаса і Ригою (Латвія) забезпечує трансферна компанія Flybus (www.flybus.lv). Автобуси в Ригу і з Риги курсують відповідно до графіку, прив'язаним до прильоту і вильоту рейсів Ryanair.